# Matthias Erzberger
Matthias Erzberger (ur. 20 września 1875 w Buttenhausen, zm. 26 sierpnia 1921 w Bad Griesbach im Rottal) – niemiecki pisarz i polityk.

## Życiorys
Syn urzędnika Josefa Erzbergera i Katheriny z d. Flad. W okresie 1896–1903 kierował wydawanym w Stuttgarcie pismem Deutsches Volksblatt. W 1903 uzyskał mandat deputowanego do Reichstagu, reprezentując Partię Centrum. W okresie I wojny światowej kierował Biurem Propagandy Zagranicznej. W lipcu 1917 był autorem Rezolucji Pokoju, przyjętej przez Reichstag, a będącej wezwaniem do zakończenia wojny bez aneksji i kontrybucji, przy respektowaniu zasad prawa międzynarodowego i wolności mórz.
W październiku 1918 wszedł do rządu Maxa von Badena jako minister bez teki. W listopadzie 1918 w imieniu rządu Friedricha Eberta, kierował delegacją niemiecką, która w Compiègne prowadziła negocjacje rozejmowe z Ententą. W reakcji na warunki zawieszenia broni napisał:

Biorąc pod uwagę debaty prowadzące do przerwania ognia, liczyliśmy na takie warunki, które zakończyłyby cierpienia osób nie biorących udziału w walkach – kobiet i dzieci – i które zapewniłyby nieprzyjacielowi pełne i całkowite bezpieczeństwo wojskowe. Naród niemiecki, który stał naprzeciw całego świata przez pięćdziesiąt miesięcy, zachowa swoją wolność i jedność wbrew wszelkiego rodzaju przemocy. Siedemdziesięciomilionowy naród cierpi, ale nie umiera.

W 1919 minister odpowiedzialny za sprawy zawieszenia broni, następnie objął resort finansów. Zreformował niemieckie koleje państwowe, które zaczęły przynosić dochody, doprowadził do ujednolicenia systemu podatkowego. W 1920 został zdymisjonowany z rządu Philippa Scheidemanna.
Zginął 26 sierpnia 1921 zamordowany przez Heinricha Tillessena i Heinricha Schulza – członków Organizacji Consul. Do spacerującego po ulicach uzdrowiska Erzbergera oddano 12 strzałów z broni krótkiej. Został pochowany na cmentarzu katolickim w Biberach an der Riß.

## Upamiętnienie
Jego postać pojawia się w filmie fabularnym Na Zachodzie bez zmian (Im Westen nichts Neues) z 2022 opartym na powieści Ericha Marii Remarque’a pod tym samym tytułem, gdzie zagrał go Daniel Brühl.

## Publikacje
- 1902: Die Säkularisation in Württemberg
- 1902: Beiträge zur Parität in Württemberg
- 1904–1907: Centrumspolitik im Reichstag. 5 Bände
- 1905: Der Toleranzantrag des Centrums.
- 1905: Zollpolitik und Sozialdemokratie.
- 1905: Die Arbeitskammern vor dem Reichstage.
- 1910: Die Zentrumspolitik im Reichstage.
- 1920: Erlebnisse im Weltkrieg.